# El Tradicionalista (Pamplona)
El Tradicionalista fue un periódico tradicionalista publicado en Pamplona (Navarra) entre 1886 y 1893. 

## Historia
Su primera publicación, de frecuencia diaria, fue lanzada el día 16 de octubre de 1886. Llevaba por subtítulo Diario de Pamplona. Era, al principio, el órgano del partido carlista navarro y tuvo por director a Francisco María de las Rivas. 
Según declaraba en el primer número su finalidad era «combatir el liberalismo» de su tiempo como «el único modo eficaz de defender las libertades sociales representadas en nuestro antiguo régimen foral.» En esta línea, en sus ediciones incluían «largos artículos doctrinales, religiosos y políticos, escritos por tradicionalistas a ultranza.»
Con la escisión nocedalista de 1888, el rotativo, cuyo director era afín a Ramón Nocedal, fue desautorizado como órgano carlista el 18 de julio de 1888, siendo sustituido por un nuevo periódico, La Lealtad Navarra, fundado ese año y que empezó sus publicaciones el 20 de noviembre del mismo año.
En 1893 surgen diferencias entre su director, Francisco María de las Rivas, y El Siglo Futuro. El Tradicionalista se alinea con los postulados de Arturo Campión y acepta el régimen monárquico constituido con la Restauración borbónica, provocando que este medio se desmarque de la línea integrista. Sin apoyos políticos que los sustentaran, el 6 de octubre de 1893 deja de publicarse.
En octubre de 1894 los integristas navarros fundarán La Tradición Navarra.

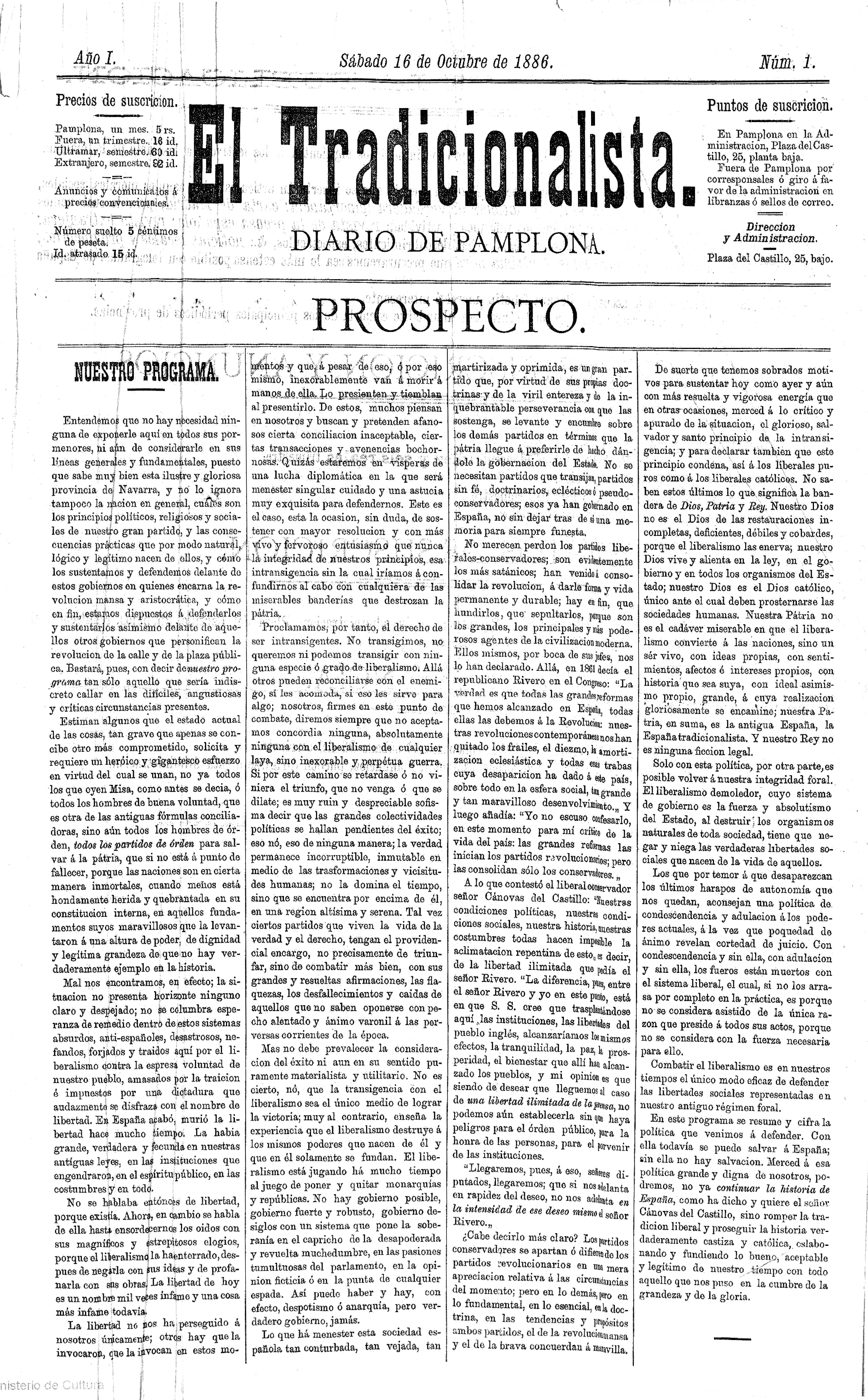
El Tradicionalista (Pamplona) N1 (1886)

## Características
Su redacción estaba situada en la Calle San Antón 1 en el Casco Antiguo de Pamplona. 
Su formato era de 48 x 33 cm con una disposición en 4 columnas.